# Baron von Lind
Pour les articles homonymes, voir Baron.
Jerry Lind ou Baron von Lind, né le 31 octobre 1937 à Duluth Minnesota et mort le 17 octobre 2017, est un illustrateur américain connu pour ses Pin-ups et ses portraits d'acteurs pour la Paramount Pictures comme Ronald Reagan.

## Biographie
Il est le fils du Baron Johann von Lind.

## Œuvres
- Timbres

musées exposés
- Proctor Historical Society
- 15th Air Force Museum  à Riverside